# Берег Скелетов
Берег Скелетов (англ. Skeleton Coast, порт. Costa dos Esqueletos, нем. Skelettküste) — часть побережья Намибии, располагающаяся к северу от Свакопмунда и заканчивающаяся у устья реки Кунене в Анголе. Считается частью пустыни Намиб. Южнее бухты Торра-Бей преобладают песчаные равнины. Далее, по мере продвижения на север, появляются песчаные дюны.
Туман, большие валуны, штормы и холодное Бенгельское течение создают опасные условия для передвижения кораблей в этом месте.
Некоторые лежат на значительном расстоянии от воды. Например, обломки германского судна «Эдуард Болен» находятся в полукилометре от берега. Шлюпки могли пересечь линию прибоя и пристать к берегу, но прибой в тех местах настолько сильный, что на вёслах пересечь его в обратном направлении практически невозможно. Выжившие оказывались среди одной из самых сухих и неблагоприятных для жизни пустынь мира в сотнях километров от населённых пунктов и источников питьевой воды. Безусловно, они почти не имели шансов выжить и умирали тут же, на берегу, вследствие чего он и получил своё название.
В геологическом отношении большая часть Берега Скелетов является одним из старейших участков поверхности Земли: коренные горные породы, из которых он состоит, имеют возраст свыше полутора миллиардов лет.
Южная часть Берега Скелетов входит в Национальную туристическую зону Западного побережья. Богатое рыбой море привлекает сюда многочисленных рыбаков, которые организовывают многолюдные рыбацкие лагеря. Один из таких лагерей затем превратился в настоящий город — Гентисбугт. Северную часть Берега Скелетов от бухты Торра-Бей до самой границы с Анголой охватывает одноимённый национальный парк, доступ к которому ограничен.

## Природа
Большим количеством рыбы Берег Скелетов привлекает не только людей: громадные стада южноафриканских морских котиков, численностью свыше 100 000 голов каждое, населяют традиционные тюленьи лежбища вдоль всего атлантического побережья Намибии. На мысе Кейп-Кросс в границе Берега Скелетов расположена единственная тюленья колония, которую разрешено посещать туристам.
При всей враждебности окружающей среды и непригодности его для жизни Берег Скелетов является домом для достаточно большого количества наземных млекопитающих. Пищевую базу большей их части составляют громадные тюленьи колонии: береговые шакалы и гиены, а также более редкие львы питаются больными и обессиленными особями, отбивают от стада детенышей и подбирают падаль. Другие животные не зависят от тюленей: слоны, носороги, зебры, антилопы, гемсбок и куду населяют редкие оазисы, существующие среди песчаных дюн вдали от побережья вдоль русел сухих рек, которые наполняются водой только раз в несколько лет, но, тем не менее, способны поддерживать редкую и устойчивую пустынную растительность. Одни из главных представителей местной флоры — вельвичия (Welwitschia mirabilis) и нара (Acanthosicyos horridus).
Прибрежные песчаные дюны, где практически никогда не бывает дождя и зелёные растения не могут выжить, иногда покрыты большими полями бурых лишайников, которые получают влагу из росы, выпадающей утром. Там, где не растут даже лишайники, существует экосистема комаров, питающихся продуктами распада растительных и животных тканей, приносимых ветром с континента, и пресмыкающихся, которые питаются комарами. Для комаров роса также является единственным источником влаги; эндемический для этих мест жук Onymacris unguicularis приспособился питаться влагой, которая конденсируется с воздуха на его собственном теле.
Своеобразным феноменом Берега Скелетов являются легендарные в прошлом пустынные слоны. Легендарными они были из-за того, что несмотря на многочисленные сообщения местных жителей, учёные долгое время отказывались верить в сам факт их существования в пустыне при почти полном отсутствии воды и растительности для питания. Существование пустынных слонов было доказано известными кинодокументалистами и натуралистами Десом и Джен Барлетами. В результате почти десятилетней работы они смогли выследить пустынных слонов, проследить за их жизнью, которая полностью проходит на дюнах пустыни, и зафиксировать на плёнке их способ жизни и особенности поведения, которые не свойственны слонам из каких-либо других местностей Африки.

## Природный парк
Северную часть Берега Скелетов занимает природоохранная зона национального природного парка «Берег Скелетов». Его территория начинается на севере от реки Угаб и тянется на 500 км до реки Кунене на границе с Анголой. Заповедник имеет площадь 16 000 км² и на западе граничит с регионом Каоковелду. Территория заповедника разделяется на две зоны: южную и северную. Доступ в южную часть парка свободный, северную могут посещать только группы, организованные лицензированными туристическими организациями; эти группы обязаны придерживаться специальных правил пребывания и не имеют права оставаться в заповеднике на ночь.
Въезд в заповедник находится в нескольких километрах перед рекой Угаб, русло которой в этом месте прорезает глубокий извилистый каньон сквозь мраморные, доломитовые и сланцевые породы. Возле въезда местность представляет собой щебнистую пустыню, только в 100 километрах севернее, вблизи бухты Торра-Бей, начинаются пространства дюн.
Возле реки Гуаб находится заброшенная нефтяная буровая вышка, на которой сейчас гнездятся капские бакланы. В нескольких километрах на север от Торра-Бей на берегу лежит корпус разбившегося корабля Atlantic Pride; в расположенном неподалёку каньоне, прорезанном в ярких песках, находится единственный в пустыне водопад.
В северной части заповедника, возле реки Гоарусиб есть ещё один памятник природы, который можно не только увидеть, но и услышать: так называемые Ревущие Дюны Террас-Бей. Вследствие свойства песка, из которого они состоят, при определённой силе и направлению ветра с этих дюн можно съезжать на сноуборде; при этом резонансные колебания в песке создают грохот, похожий на звук работающего двигателя самолёта, который можно услышать за несколько километров.